# 이지호 (모델)
이지호(Jiho Lee, 1985년 7월 29일~)는 대한민국의 모델, 피트니스 트레이너이자 방송인이다.

## 생애
2006년에 패션 모델로 처음 입문한 이지호는 대한민국의 서울에서 태어났으며, 부모님이 미국의 뉴욕 시라큐스에서 일을 하게 되었기 때문에 그 또한 미국에서 살게 되었다. 한국체육대학교에서 체육교육학과 전공(부전공: 사회체육학과)을 하여 2013년에 학사 졸업하였다.